# Dejan Žigon
Dejan Žigon (sinh 30 tháng 3 năm 1989) là một cầu thủ bóng đá Slovenia thi đấu cho Gorica ở Slovenian PrvaLiga.